# Muhammed Şerif Paixà
Muhammed Şerif Paşa (el Caire 1823-Graz 1884) fou un home d'estat egipci d'origen turc.
El seu pare va tenir un càrrec al Caire, on Muhammed Xerif va néixer. La seva família va tornar transitòriament al Caire i llavors va ingressar a l'escola militar i després va estudiar a l'Acadèmia Militar de Saint Cyr (1843-1845), servint per un temps a l'exèrcit francès fins al 1849. Fou després secretari del príncep Halim i va retornar a l'exèrcit egipci el 1853 arribant a general; es va casar amb la filla de Sulayman Paixà, comandant en cap de l'exèrcit d'Egipte. El 1857 fou nomenat ministre d'Afers Estrangers, i posteriorment va ocupar diversos alts càrrecs a l'estat; el 1866 va elaborar el projecte de nou Majlis. El 7 d'abril de 1878 es va iniciar el període constitucional a Egipte i Muhammed Xerif va ocupar per tres vegades la presidència del govern: del 7 d'abril de 1879 al 18 d'agost de 1879, del 14 de setembre de 1881 al 4 de febrer de 1882 i del 21 d'agost de 1882 al 7 de gener de 1884.
La primera vegada va derivar del fet que el 23 de febrer de 1879 fou destituït el gabinet de Nubar Paixà pel parlament nacionalista, i després d'exercir el càrrec interinament el khediv (per més de dues setmanes) i el príncep Muhammed Tewfiq (quasi un mes), la majoria parlamentària constitucionalista estava dirigida per Abd al-Salam al-Muwaylihi que va presentar al khediv un paquet de mesures financeres per executar les quals fou designat Muhammed Xerif, el govern del qual fou exclusivament format per egipcis (en l'anterior hi havia dos europeus); el govern va establir un Consell d'Estat i va fer votar una nova llei orgànica (publicada el 14 de juny de 1879). El seu govern fou reorganitzat al pujar al tron Tewfik Paixà perdent part del seu impuls nacionalista i l'agost el nou khediv va refusar la carta constitucional el que va provocar la dimissió de Muhammed Xerif el dia 18 i el 21 de setembre el va substituir Riyad Paixà. Llavors Muhammed Xerif va participar en la fundació del Partit Nacional a Hulwan que el 4 de novembre es va posicionar contra Riyad.
Durant dos anys la tensió entre el khediv i els elements nacionalistes de l'exèrcit manats per Ahmed Urabi, va impulsar a Muhammed Xerif a proposar una reforma de la constitució per evitar un intent de cop d'estat. El 14 de setembre de 1981 fou nomenat primer ministre en lloc de Riyad Paixà però va haver de dimitir el 4 de febrer de 1882 per donar pas a Mahmud Sami al-Barudi, que tenia el suport dels rebels urabistes i que va proclamar una nova constitució (la constitució de 1882); la flota anglesa es va presentar a Alexandria i va bombardejar la ciutat i va derrotar les forces d'Urabi Paixà a Tell Kebir (prop del Caire). Els suposats promotors de la revolta, Urabi Paixà, al-Barudi, i Shaykh Abduh foren enviats a l'exili a Ceilan.
Muhammed Xerif va retornar llavor al govern per tercera vegada (21 d'agost de 1882); al cap d'un cert temps es va enfrontar amb els britànics i al cònsol general Sir Evelyn Baring (després Lord Cromer) que exigia l'evacuació de les forces egípcies del Sudan davant l'ofensiva dels mahdistes. Finalment va dimitir el 7 de gener de 1884. Malalt es va retirar a Europa i va morir a Graz.
Fou enterrat al Caire l'abril de 1887.